# Мейхекоу
Мейхекоу (кит. спр. 梅河口市, піньїнь: Méihékŏu Shì) — місто-повіт на півдні провінції Цзілінь.

## Географія
Мейхекоу лежить на захід від пасма Чанбайшань.

### Клімат
Місто знаходиться у зоні, котра характеризується вологим континентальним кліматом зі спекотним літом. Найтепліший місяць — липень із середньою температурою 22.8 °C (73 °F). Найхолодніший місяць — січень, із середньою температурою -17.2 °С (1 °F).
| Клімат Мейхекоу         | Клімат Мейхекоу | Клімат Мейхекоу | Клімат Мейхекоу | Клімат Мейхекоу | Клімат Мейхекоу | Клімат Мейхекоу | Клімат Мейхекоу | Клімат Мейхекоу | Клімат Мейхекоу | Клімат Мейхекоу | Клімат Мейхекоу | Клімат Мейхекоу | Клімат Мейхекоу |
| Показник                | Січ.            | Лют.            | Бер.            | Квіт.           | Трав.           | Черв.           | Лип.            | Серп.           | Вер.            | Жовт.           | Лист.           | Груд.           | Рік             |
| Абсолютний максимум, °C | 2               | 8               | 17              | 27              | 33              | 32              | 35              | 32              | 30              | 25              | 16              | 8               | 35              |
| Середній максимум, °C   | −10             | −4              | 2               | 13              | 21              | 25              | 27              | 26              | 21              | 13              | 2               | −6              | 11              |
| Середня температура, °C | −16             | −11             | −3              | 6               | 14              | 19              | 22              | 21              | 15              | 7               | −3              | −12             | 5               |
| Середній мінімум, °C    | −23             | −18             | −8              | 0               | 7               | 13              | 18              | 16              | 9               | 1               | −9              | −18             | −1              |
| Абсолютний мінімум, °C  | −37             | −32             | −32             | −10             | −6              | 3               | 12              | 7               | −1              | −10             | −31             | −36             | −37             |
| Норма опадів, мм        | 0               | 0               | 10              | 30              | 90              | 90              | 170             | 140             | 110             | 60              | 10              | 10              | 760             |
| Вологість повітря, %    | 68              | 65              | 60              | 53              | 51              | 70              | 79              | 81              | 75              | 69              | 66              | 70              | 67              |
| ----------------------- | --------------- | --------------- | --------------- | --------------- | --------------- | --------------- | --------------- | --------------- | --------------- | --------------- | --------------- | --------------- | --------------- |
| Джерело: Weatherbase    |                 |                 |                 |                 |                 |                 |                 |                 |                 |                 |                 |                 |                 |